# Comuna Șușani, Vâlcea
Șușani este o comună în județul Vâlcea, Oltenia, România, formată din satele Râmești, Sârbi, Stoiculești, Șușani (reședința) și Ușurei.

## Istorie
Comuna Șușani din județul Vâlcea este pentru prima dată atestată în anul 1531 când se vorbește de satul Sârbi aflat în acea perioada pe valea Sârbeana la vest de valea Beicii (satul a dispărut în urma unei invazii turcești); satul Ușurei este amintit în timpul voievodului Petru cel Tânăr în anul 1569 (sat de oameni liberi); satul Ramesti este menționat în anul 1642 (întemeiat de Badea Ramescu, administrator al moșiei mănăstirii Hurezu de pe acele meleaguri).
La sfârșitul secolului al XIX-lea comuna Șușani făcea parte din județul Vâlcea, plasa Oltu de Jos. Actualul teritoriu administrativ al comunei Șușani cuprindea comunele Ramesti (cu un singur sat cu același nume), Șușani de Jos (cu satele Stoiculești și Șușani de Jos), Șușani de Sus (Șușani de Sus) și Ușurei (cu satele Ușurei și Sârbi).
Înainte de 1968, până la regionalizarea administrativa a întregii țări, comuna era parte componentă a regiunii Argeș, în perioada 1969 – 1989 comuna a fost componentă a județului Vâlcea și cuprindea satele Șușani, Râmești, Sârbi, Stoiculești, Ușurei. Prin Legea 2 din 1989 comuna a rămas în aceeași configurație.
Populația acestei zone a participat activ la marile evenimente istorice ale României, în diferite feluri - cu militari, cu bani și produse pentru armata română implicată în diferite confruntări militare. Chiar aici au avut loc evenimente legate de cele din țară, precum Răscoala din 1907 în Șușani.

## Geografie
Comuna Șușani este situată în partea de sud a județului Vâlcea, învecinându-se în partea de vest cu comunele Făurești, Laloșu și Diculești, la sud cu comuna Cârlogani, la est cu comuna Lungești, iar la nord cu comunele Mădulari și Valea Mare.
Distanța față de municipiul Râmnicu Vâlcea este de 90 de km, iar de municipiul Drăgășani este 35 de km.
Suprafața comunei este 66 de km²
Suprafata agricolă: 4845 ha.

## Demografie
Componența etnică a comunei Șușani
     Români (91,91%)
     Alte etnii (0%)
     Necunoscută (8,09%)
Componența confesională a comunei Șușani
     Ortodocși (90,4%)
     Alte religii (1,01%)
     Necunoscută (8,59%)
Conform recensământului efectuat în 2021, populația comunei Șușani se ridică la 2.979 de locuitori, în scădere față de recensământul anterior din 2011, când fuseseră înregistrați 3.291 de locuitori. Majoritatea locuitorilor sunt români (91,91%), iar pentru 8,09% nu se cunoaște apartenența etnică. Din punct de vedere confesional, majoritatea locuitorilor sunt ortodocși (90,4%), iar pentru 8,59% nu se cunoaște apartenența confesională.

## Politică și administrație
Comuna Șușani este administrată de un primar și un consiliu local compus din 11 consilieri. Primarul, Constantin-Daniel Tudor[*], de la Partidul Național Liberal, este în funcție din octombrie 2020. Începând cu alegerile locale din 2024, consiliul local are următoarea componență pe partide politice:
|  | Partid                          | Consilieri | Componența Consiliului | Componența Consiliului | Componența Consiliului | Componența Consiliului | Componența Consiliului | Componența Consiliului | Componența Consiliului | Componența Consiliului |
|  | ------------------------------- | ---------- | ---------------------- | ---------------------- | ---------------------- | ---------------------- | ---------------------- | ---------------------- | ---------------------- | ---------------------- |
|  | Partidul Național Liberal       | 8          |                        |                        |                        |                        |                        |                        |                        |                        |
|  | Partidul Social Democrat        | 2          |                        |                        |                        |                        |                        |                        |                        |                        |
|  | Alianța pentru Unirea Românilor | 1          |                        |                        |                        |                        |                        |                        |                        |                        |

## Economie
Din punct de vedere economic, comuna Șușani se caracterizează prin următoarele tipuri de activități:
- Agricultura
  - viticultură
  - pomicultură
  - cultură de câmp (cereale)
  - creșterea animalelor
- Industria alimentară (minimal)
- Prelucrarea lemnului (minimal)
- Comerț cu amănuntul

## Personalități născute aici
- Oscar Franche (1900 - 1988), medic chirurg, profesor universitar la Facultatea de Medicină din Iași, decan al Facultății de Medicină și rector al Institutului de Medicină și Farmacie din Iași.